# 極速攝殺
《極速攝殺》又译作《速写者》，（英語：SPEED GRAPHER）是GONZO製作的電視動畫，於2005年播出。

## 故事概要
泡沫经济以来十几年间，世界上贫富差异激化日本也没有例外。
富人们为了寻求自己的欲望和快感，东京已经成为了充满欲望的快感都市。
因护照问题而逗留在国内，无所事事的战地摄影家杂贺在某一天突然接受委托，要到一个秘密俱乐部进行暗访。
可以进出这个俱乐部的，都是一些从名人中选出来的特别人物，它被称为黑暗中的社交场 --- 六本木俱乐部。
据说，只要成为其中的会员，就可以享受到极致的快乐。成功潜入俱乐部的杂贺，遇到了神秘的少女神乐，她被六本木俱乐部的老板水天宫当作俱乐部的台柱来控制。杂贺想带着神乐逃离，却没有想到，他接触神乐之后产生一种超能力。此外，来自六本木的追踪者，也因为本能唤醒自身的超能力。
六本俱乐部还有神乐身上究竟隐藏了什么秘密？杂贺的孤独之战开始了---

## 登場人物

### 主角與周邊人物
雜賀辰已（配音員：高田裕司）
本作的男主角，33岁的摄影师，以前常期从事战地摄影。
天王洲神樂（配音員：齊藤圭（現名：真堂圭））
本作的女主角，15岁的高中一年级生。日本联合企业天王洲集团当家人天王洲神泉的独生女。
水天宮寵兒（配音員：森川智之）
銀座雲雀（配音員：本田貴子、劉惠雲（香港）））
天王洲神泉（配音員：高島雅羅、劉惠雲（香港）））
豪徳寺（配音員：森ひろ子）
辻堂（配音員：結城比呂）
新治（配音員：津田健次郎）
真壁（配音員：江川央生）
戶越清冶郎（配音員：廣瀬正志）
鮑勃（配音員：石井康嗣）
江古田（配音員：巻島直樹）
椎名（配音員：山野井仁）
西谷（配音員：柳澤榮治）
兩國玄蕃（配音員：小山力也）

### 其他角色
白金克也（配音員：子安武人）
小金井薫（配音員：横尾まり）
溝口（配音員：五王四郎）
百合丘蘭（配音員：草尾毅）
神田（配音員：大友龍三郎）
弦卷美晴（配音員：岡本麻弥）
落合征二（配音員：金尾哲夫）
神谷勝二（配音員：小山武宏）

## 各集標題
| 集数 | 標題（中文翻譯） | 標題（日文原文） |
| ---- | ---------------- | ---------------- |
| 01   | 背德城市         |                  |
| 02   | 呻吟的鈔票       |                  |
| 03   | 拍殺爆攝         |                  |
| 04   | 略奪少女         |                  |
| 05   | 鑽石夫人         |                  |
| 06   | 再見了，鑽石夫人 |                  |
| 07   | 獵奇訓練         |                  |
| 08   | 神樂的生命之火   |                  |
| 09   | 在浴池裡         |                  |
| 10   | 水天宮來了       |                  |
| 11   | 母親病危 速回    |                  |
| 12   | 被左手擁抱入眠   |                  |
| 13   | 銀座番外地       |                  |
| 14   | 人妻神樂         |                  |
| 15   | 濕女地獄         |                  |
| 16   | 半期決算報告     |                  |
| 17   | 死神爆發戶       |                  |
| 18   | 第三局           |                  |
| 19   | 謊言與嘴唇       |                  |
| 20   | GOOD VIBRATION   |                  |
| 21   | 總理的早餐       |                  |
| 22   | 請給我錢         |                  |
| 23   | 鈔票的墓碑       |                  |
| 24   | 六本木危機       |                  |

## 主題曲
片頭曲
- 「グラビアの美少女（原題：Girls On Film）」

歌：杜蘭杜蘭
片尾曲
- 「ひなげしの丘」（第1 - 12話）

作詞、作曲、歌：湯川潮音
- 「Break the Cocoon」（第13 - 24話）

作詞、作曲、歌：より子、編曲：中村太知
插入曲
- 「JUMP UP!」

歌：齋藤圭（現：真堂圭）

## 製作群
- 原作：GONZO
- 監督：杉島邦久
- 系列構成：吉田伸
- 登場人物原案：コザキユースケ
- 人物設計：石浜真史
- 美術監督：衛藤功二
- 音響監督：鶴岡陽太（楽音舎）
- 音樂：光宗信吉
- 制作：GONZO、TAP

## 外部連結
- （日語）-+-SPEED GRAPHER-+-
- （日語）SPEED GRAPHER
- （日語）ED「ひなげしの丘」湯川潮音
- （日語）ED「Break the Cocoon」より子 （页面存档备份，存于）